# Cerro Lucía
El cerro Lucía es una montaña que se ubica a aproximadamente 4,5 millas al sur de la punta Sheppard, al norte de la península Tabarín, en el extremo noreste de la península Luis Felipe/Trinidad en la Antártida.

## Historia y toponimia
La montaña es nombrada así en Chile desde 1977 tras el viaje presidencial de Augusto Pinochet Ugarte junto a su esposa Lucía Hiriart, de quien recibe el nombre, y José Toribio Merino a territorio antártico a bordo del Transporte "Aquiles".

## Reclamaciones territoriales
Argentina incluye al cerro en el departamento Antártida Argentina dentro de la provincia de Tierra del Fuego, Antártida e Islas del Atlántico Sur; para Chile forma parte de la comuna Antártica de la provincia Antártica Chilena dentro de la Región de Magallanes y de la Antártica Chilena; y para el Reino Unido integra el Territorio Antártico Británico. Las tres reclamaciones están sujetas a las disposiciones del Tratado Antártico.